# Pseudocopera superplatypes
Pseudocopera superplatypes is een libellensoort uit de familie van de Breedscheenjuffers (Platycnemididae), onderorde juffers (Zygoptera).
De soort staat op de Rode Lijst van de IUCN als onzeker, beoordelingsjaar 2010.
De wetenschappelijke naam van de soort werd in 1927 als Copera superplatypes gepubliceerd door Frederick Charles Fraser.